# Argiolaus bergeri
Argiolaus bergeri är en fjärilsart som beskrevs av Henry Stempffer 1954. Argiolaus bergeri ingår i släktet Argiolaus och familjen juvelvingar. Inga underarter finns listade i Catalogue of Life.